# シンガポール日本人会
シンガポール日本人会（英語：The Japanese Association, Singapore）はシンガポールに存在する日本人の組織。1915年に組織され太平洋戦争の勃発により1941年に消滅するが、戦後の1957年3月14日に再び組織される。シンガポール日本人学校小学部６年生を実質的に管理、運営している。また、シンガポール日本人墓地公園の管理も行う。

## 歴史
- 1889年 - 共済会設立
- 1908年 - 新嘉坡青年会設立
- 1915年 - Wilkie Roadに日本人会発足
- 1918年 - Short Streetに移転
- 1920年 - Bras Basah Roadに移転
- 1921年 - High Streetに移転、その後Waterloo Streetに移転
- 1922年 - 新嘉坡青年会を引継ぎ、付属事業として日本人倶楽部を設立
- 1926年 - Selegie Roadに移転
- 1941年 - 太平洋戦争の勃発により消滅
- 1957年 - 日本人会再発足
- 1958年 - 3 Cran Borne Roadにクラブハウス設立
- 1959年 - 4 Kheam Hock Roadに移転
- 1961年 - 11 Second Avenueに移転
- 1963年 - 135 Bukit Timah Roadに移転
- 1965年 - 機関紙「南十字星」発刊
- 1979年 - Scotts Roadに移転
- 1983年 - 120 Adam Roadに移転
- 1985年 - 日本人会診療所設立
- 1996年 - 新会館建設のため422，Thomson Roadに一時移転
- 1998年 - 新会館竣工